# Rämen
Rämen är en sjö cirka 25 km sydväst om Borlänge i Borlänge kommun, Ludvika kommun och Säters kommun i Dalarna och ingår i Dalälvens huvudavrinningsområde. Sjön har en area på 7,51 kvadratkilometer och ligger 245 meter över havet. Sjön avvattnas av vattendraget Tunaån (Flokån).

## Beskrivning

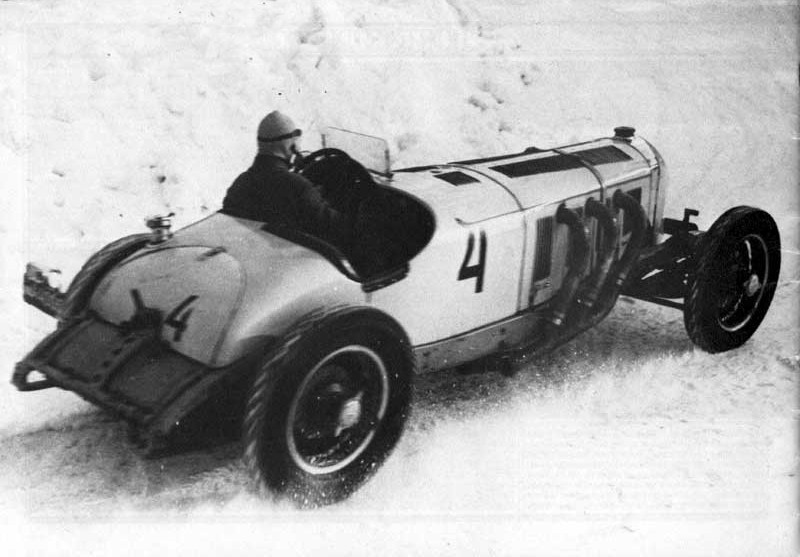
Karl Ebb, Rämenloppet 1936.

Rämen är en mycket förgrenad sjö, ca 6,5 km lång och mellan 0,5 och 2,0 km bred. Sjön har 54 öar, de största heter Hällön, Björnön och Lars-Jönsholmarna. Vid Rämens östra sida finns bruksorten Rämshyttan och på västra sidan Storslätten. I Rämen finns abborre, gädda, mört, ädelfisk och kräftor.
Efter att ha passerat ett flertal sjöar på sin väg, rinner Rämens vatten så småningom ut i Dalälven via Tunaån.
På 1930-talet ordnades biltävlingar, Rämenloppet, på och runt sjön, bland annat Sveriges vinter-Grand Prix. Olle Bennström vann loppet den 29 februari 1932 , Per Victor Widengren vann 26 februari 1933 och 1936 vann Karl Ebb med sin Mercedes-Benz SSK.

## Bilder (vy från Rämshyttan)

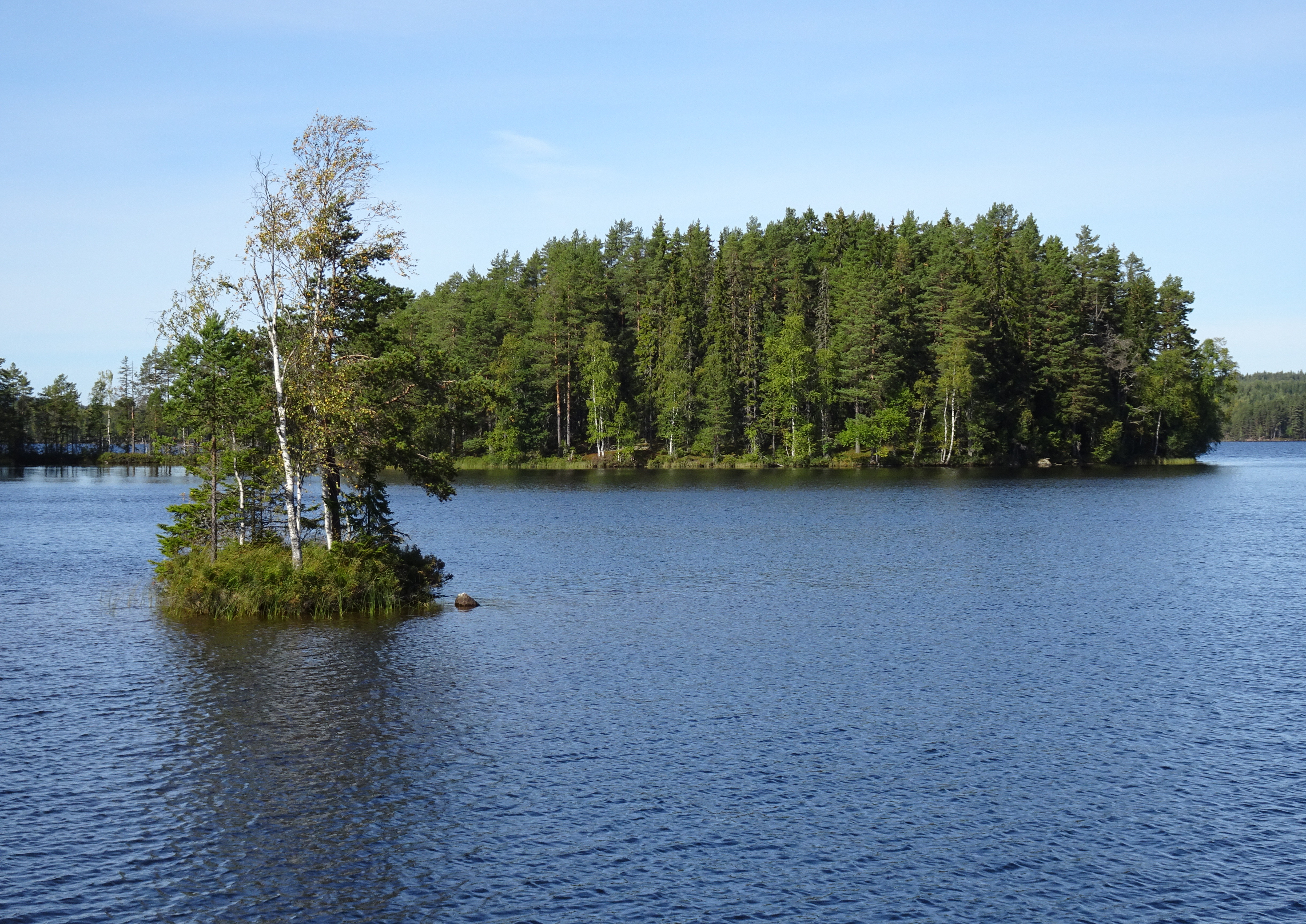
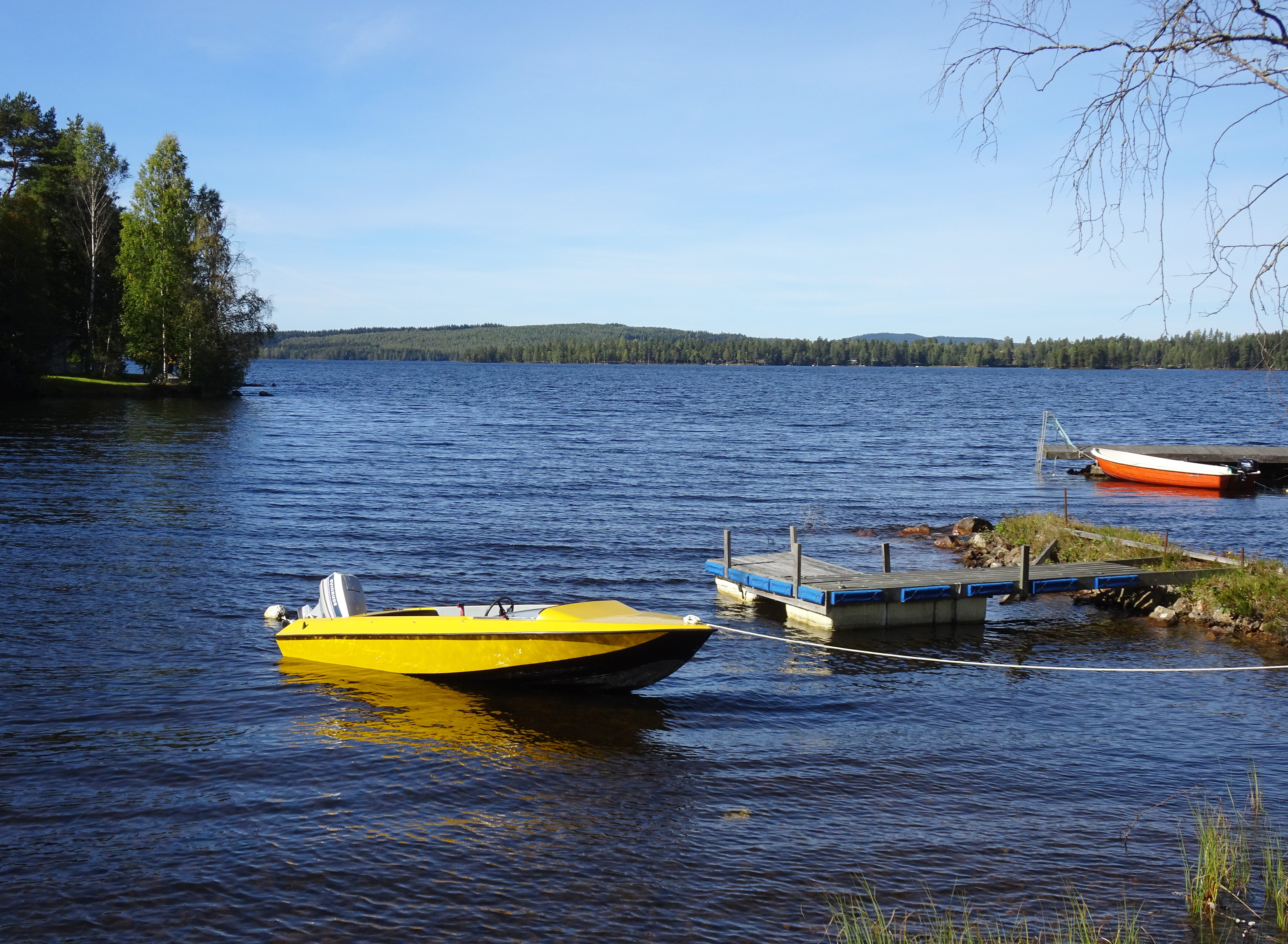
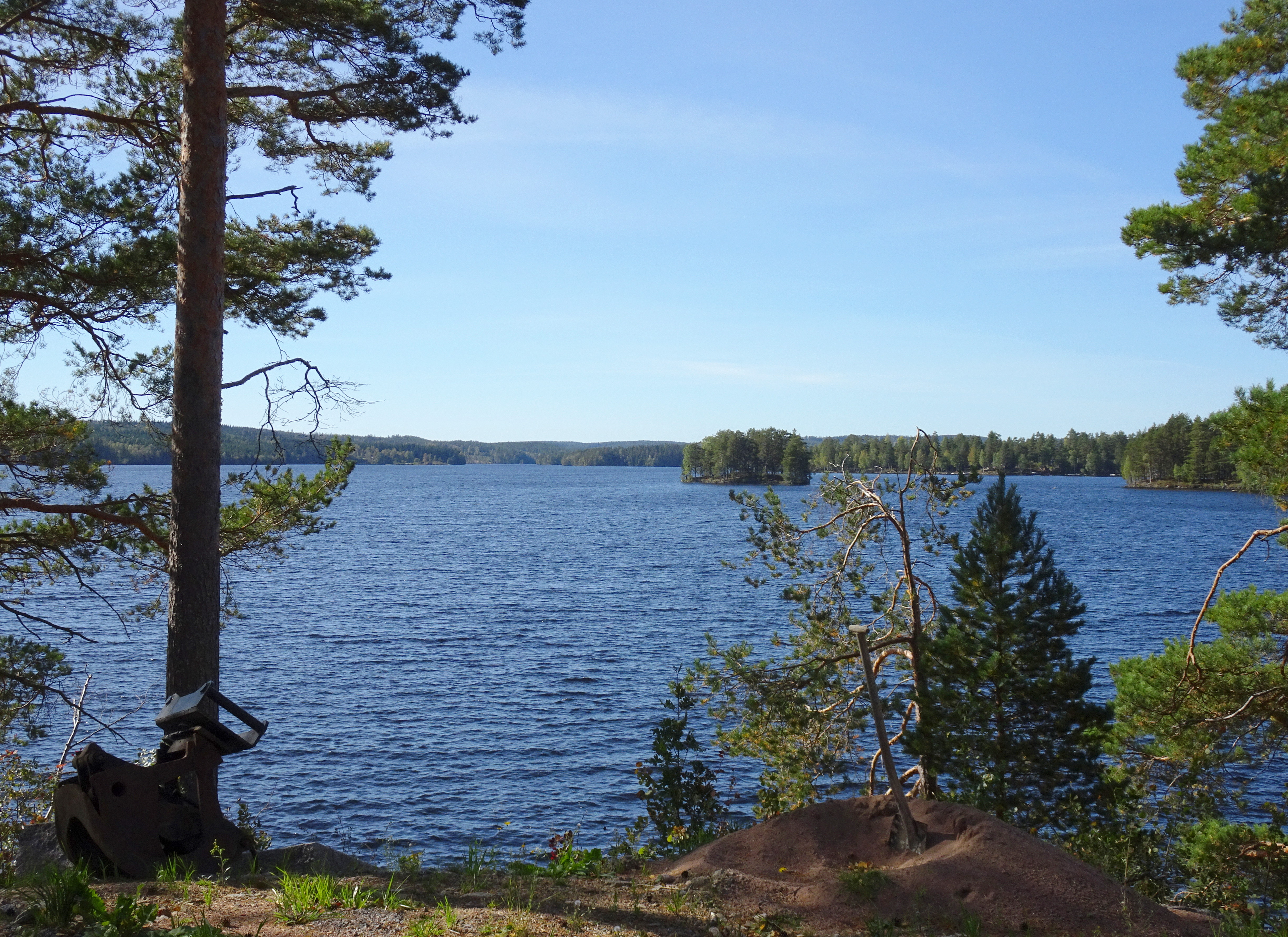

## Delavrinningsområde
Rämen ingår i delavrinningsområde (668743-146496) som SMHI kallar för Utloppet av Rämen. Medelhöjden är 271 meter över havet och ytan är 33,89 kvadratkilometer. Räknas de 11 avrinningsområdena uppströms in blir den ackumulerade arean 80,6 kvadratkilometer. Tunaån (Flokån) som avvattnar avrinningsområdet har biflödesordning 2, vilket innebär att vattnet flödar genom totalt 2 vattendrag innan det når havet efter 252 kilometer. Avrinningsområdet består mestadels av skog (70 procent). Avrinningsområdet har 7,54 kvadratkilometer vattenytor vilket ger det en sjöprocent på 22,2 procent.